# Parceria público-privada
Parceria público-privada (PPP) é o contrato pelo qual o parceiro privado assume o compromisso de disponibilizar à administração pública ou à comunidade uma certa utilidade mensurável mediante a operação e manutenção de uma obra por ele previamente projetada, financiada e construída. Em contrapartida há uma remuneração periódica paga pelo Estado e vinculada ao seu desempenho no período de referência. Alguns exemplos de obras realizada por PPPs são vagas prisionais, leitos hospitalares, energia elétrica, autoestrada dentre outras.
Os últimos anos têm sido marcados por um aumento da colaboração entre setor público e o privado para o desenvolvimento e operação de infraestruturas para um leque alargado de atividades econômicas. Assim os acordos das parcerias público-privadas (PPP) são guiados por limitações dos fundos públicos para cobrir os investimentos necessários, mas também dos esforços para aumentar a qualidade e a eficiência dos serviços públicos.
As quatro principais regras para o setor privado num esquema de PPP, são:
- Providenciar capital adicional;
- Fornecer capacidades alternativas de gestão e implementação;
- Acrescentar valor ao consumidor e ao público em geral;
- Melhorar a identificação das necessidades e a otimização dos recursos;

## História
No Brasil temos referência de PPP desde a época do imperador Pedro II quando este implantou a maior parte das ferrovias brasileiras no século XIX, através de subsídio com a não cobrança da chamada cláusula ouro.
No Brasil o projeto da parceria público-privada foi implementado pelo Governo Lula em 2004. É uma forma de provisão de infraestruturas e serviços públicos em que o parceiro privado é responsável pela elaboração do projeto, financiamento, construção e operação de ativos, que posteriormente são transferidos ao estado. O setor público torna-se parceiro na medida em que ele é comprador, no todo ou em parte, do serviço disponibilizado. O controle do contrato passa a ser por meio de indicadores relacionados ao desempenho na prestação do serviço, e não mais ao controle físico-financeiro de obra.[carece de fontes?]
A maior Parceria Público-Privada da América Latina, e uma das maiores do mundo, encontra-se em execução na cidade do Rio de Janeiro, onde um consórcio, integrado pela Odebrecht (atual Novonor), Carioca Engenharia e a OAS criou a Concessionária Porto Novo S/A para implantação do Projeto Porto Maravilha. Para coordenar todos os aspectos da Operação Urbana Consorciada do Porto do RJ(OUCPRJ), o Município do Rio criou Companhia de Desenvolvimento Urbano da Região do Porto S/A - CDURP - e, fazendo uso de instrumentos previstos na Lei nº 10.257/2001 (Estatuto das Cidades), criou também a Área de Especial Interesse Urbano (AEIU) do Porto e levou a leilão cerca de 6 milhões de Cepacs (Certificados de Potencial Adicional Construtivo) por meio dos quais advirão os recursos necessários para o financiamento de todas as intervenções urbanísticas. O vencedor do leilão foi a Caixa Econômica Federal que, por meio de recursos do FGTS, arrematou todos os títulos e titularidades (Cepacs) e agora poderá negociá-los com aqueles que tiverem interesse em construir além do gabarito previsto para a área, aumentando o coeficiente de aproveitamento dos terrenos.
O valor total do contrato é de R$ 7.600.000.000,00 (7 bilhões e seiscentos milhões de reais) e possui como objeto a requalificação urbana de toda a Zona Portuária do Rio (Bairros de Santo Cristo, Gamboa e Saúde) que possui 5 milhões de m² e que permaneceu por longas décadas completamente abandonada pelas anteriores administrações municipais.[carece de fontes?]

## Tipos
Segundo a Lei 11.079/2004, as parcerias público-privadas são aplicáveis a modalidades de contratos de concessão de serviços públicos que não tenham autossustentação, seja porque o fluxo de caixa é insuficiente e deve ser complementado por recursos de um parceiro(empresa) privado (concessão patrocinada), seja porque é um serviço prestado ao Estado e não tem outra fonte de receita que não aquela representada pelo pagamento pelo ente público (concessão administrativa). Uma rodovia ou uma linha de metrô (MG 050 e linha amarela da cidade de São Paulo) podem ser um exemplo da primeira e um presídio pode ser exemplo da segunda.[carece de fontes?]

## Os diferentes tipos de financiamento
Enquanto a percepção que o sector público é responsável pelo fornecimento dos serviços básicos se mantém ainda profundamente interiorizada no seio de muitas sociedades, os métodos segundo os quais estes serviços são criados, procurados e distribuídos estão a mudar. Isto reflecte a maior necessidade e desejo do sector público trabalhar e aproveitar os benefícios que o sector privado incorpora.[carece de fontes?]
Podemos considerar que existem quatro tipos de modelo:
- Modelo tradicional de contratação/concursos de sector público;
- Modelo em que o sector público financia e repassa a operação para o sector privado;
- Modelo mais utilizado, de concepção, construção, financiamento e exploração/operação, isto é, as concessões;
- Tudo pertence ao sector privado

No primeiro modelo, o sector público assume toda a responsabilidade pelo financiamento, construção, operação e manutenção, assumindo todos os riscos associados. No outro extremo, o modelo quatro, o sector privado assume toda a responsabilidade. A maioria das PPPs, caem numa situação intermédia, modelo três, com os riscos e responsabilidade, partilhadas entre o sector público e os seus parceiros privados de acordo com as suas forças e fraquezas.
Este fenómeno permite aos projectos de serem construídos com um pequeno nível suporte de garantia de programas de financiamento e a utilização de recursos públicos.
Ao limitarem a necessidade de investimento público, as PPP permitem também a implementação mais cedo de projectos, evitando assim a necessidade de aguardar cabimentação orçamental do Governo.

## Motivação
Nos últimos anos temos assistido a um aumento na cooperação entre os sectores público e privado para o desenvolvimento e operação de infra-estruturas ambientais e de transportes.
Tal resultou, em parte, a partir da privatização das "utilities", o desenvolvimento de grandes multinacionais operadoras nessa área e uma revisão geral de como a despesa pública é realizada incluindo metas recentes sobre as despesas limites para satisfazer os critérios de Maastricht, que exigem uma diversificação de fontes de financiamento.
Embora inicialmente os projectos tenham sido muitas vezes na água e sector rodoviário, com portagens (representando claramente retorno financeiro), há uma crescente aceitação que as PPP podem ser utilizadas para satisfazer necessidades em infra-estrutura e de serviços numa ampla variedade de sectores.
Além disso, há uma crescente consciencialização que a cooperação com o sector privado, em PPP, é capaz de oferecer uma série de vantagens, incluindo:
- Aceleração da disponibilização da infra-estrutura - PPP permite ao sector público para transpor as despesas de capital inicial num fluxo contínuo de pagamentos do serviço ao longo do contrato. Isso permite que os projectos possam avançar mesmo quando a disponibilidade de capital público seja restringida (quer através da despesa pública anual ou metas dos ciclos orçamentação);
- Mais rápida execução - a atribuição da responsabilidade de concepção e construção para o sector privado, combinadas com pagamentos relacionados com a disponibilidade de um serviço, oferecem importantes incentivos para o sector privado para entregar os projectos no mais curto espaço de tempo de construção;
- Redução de custo no ciclo de vida do projecto - nos projectos em PPP que requerem prestação de serviço de operação e manutenção, o sector privado, com fortes incentivos para minimizar os custos ao longo de toda a vida de um projecto, algo que é intrinsecamente difícil de conseguir com as limitações no modelo tradicional de contratação no sector público;
- Melhor alocação de risco - um princípio fundamental de qualquer PPP é a atribuição de risco para o lado com melhores condições para a sua gestão, pelo menos custo. O objectivo é optimizar, em vez de maximizar transferência de riscos, para garantir que o melhor valor é atingido;
- Melhores incentivos para realizar - a atribuição do projecto de risco deve incentivar o sector privado contratante a melhorar a sua gestão e desempenho em num determinado projecto. Sob a maioria PPP, o pagamento integral para o sector privado contratante só deve ocorrer se os padrões de serviço exigidos estão a ser cumpridos com uma base contínua;
- Melhoria da qualidade do serviço - experiência internacional sugere que a qualidade dos serviços realizados no âmbito de um PPP é melhor do que o atingido pelo modelo tradicional de contratação no sector público. Isto pode reflectir uma melhor integração dos serviços com o apoio de activos, a melhoria das economias de escala, a introdução de inovação na prestação de serviços, ou os incentivos ao desempenho e sanções normalmente incluídos no âmbito de um contrato PPP;
- Geração de receitas adicionais - o sector privado pode ser capaz de gerar receitas adicionais provenientes de terceiros, reduzindo assim o custo de qualquer entidade pública. As receitas adicionais podem ser geradas através da utilização da capacidade da reserva ou de eliminação de excedente activos;
- Reforço da gestão pública - por transferir a responsabilidade pela prestação serviços públicos, o Governo irá funcionar como regulador e incidirá o seu foco sobre o planeamento e desempenho do serviço em vez do acompanhamento da gestão do dia-a-dia até à entrega do serviço;

O interesse internacional em PPP é imputado geralmente a três factores:
- Investimento em infra-estruturas – o crescimento económico é altamente dependente do desenvolvimento e valorização da infra-estrutura, especialmente em serviços públicos (tais como energia, água e telecomunicações) e de sistemas transporte. Além disso, em muitos países, existe uma necessidade urgente de novas infra-estruturas sociais como hospitais e equipamentos de cuidados de saúde, prisões, instalações educacionais e de habitação. Para muitos governos isso é visto como o mais premente para o envolvimento do sector privado;
- Maior eficiência na utilização dos recursos – a experiência de privatização tem demonstrado que muitas actividades, mesmo aquelas que tradicionalmente eram empreendidas pelo sector público, podem ser realizadas mais eficazmente com a aplicação da disciplina de gestão e competências do sector privado;
- Geração de valor comercial a partir de activos do sector público – montantes significativos de recursos públicos são investidos no desenvolvimento de activos, tais como defesa e tecnologia de ponta, sistemas de informação, que são então, muitas vezes utilizados apenas numa pequena gama de aplicações no sector público. Introduzir os conhecimentos do sector privado para explorar esses activos numa maior gama de aplicações pode levar a valorização dos mesmos para o sector público;

## Modelo Concepção-Construção-Financiamento-Exploração
Este modelo proporciona novas oportunidades para o sector privado para executar tarefas que seriam realizadas pelo sector público. Contudo, PPP pode também envolver financiamento do sector privado para projectos que de outro modo seriam integralmente financiados pelo Estado. Estes tipos de PPP são particularmente atraentes, uma vez que integram todas eficiências de execução e operação descritas anteriormente, juntamente com novas fontes de capital. Acesso a fontes adicionais de capital permite os proprietários de implementar projectos importantes, mais cedo, evitando a necessidade de esperar pelos ciclos orçamentais para o financiamento dos projectos.
O principal veículo para a criação de oportunidades em PPP que envolvem diretamente o investimento do sector privado é o "des-build-finances-operate (DBFO)" concessão, isto é, concepção-construção-financiamento-exploração.
Estes acordos permitem a um parceiro de investimento privado financiar, construir, operar e gerar uma receita para a melhoria das infra-estruturas em troca do direito de recolher as receitas associadas por um período de tempo especificado.
As concessões podem ser concedidas para a construção de um novo bem ou para a modernização, actualização, ou expansão de instalações existentes.
As concessões frequentemente estendem-se por um período de 25 a 30 anos, ou até mais tempo, e são concedidas sob condições de concurso. Sob uma abordagem deste modelo, a propriedade de todos os activos, existentes e novos, mantêm-se no sector público.
É sua responsabilidade garantir que os activos são correctamente utilizados e mantidos durante o período de concessão e que eles sejam devolvidos em boas condições quando está terminado.
As concessões são geralmente concedidas com base nos critérios seguintes:
- O preço oferecido aos utilizadores finais;
- O nível dos apoios financeiros necessários do governo e de outros;
- Capacidade para executar o projecto;

## O caso português
Em Portugal o desenvolvimento de inúmeros projectos estruturantes tem sido, e perspectiva-se que continue a ser levado a efeito mediante a celebração de contratos com a iniciativa privada, sob diversas modalidades, que vão desde a mera concessão de serviço público a modelos mais complexos envolvendo concepção de projectos, construção, financiamento e exploração do serviço associado.
No âmbito do Ministério das Obras Públicas (MOPTC) destaca-se o recurso a PPP para a construção e exploração de infra-estruturas públicas nos sectores rodoviário e ferroviário, onde às várias parcerias contratadas até este momento, acrescem outras cujo lançamento se encontra em curso. Tais como:
- Novas Concessões Rodoviárias;

EP-Estradas de Portugal 
- Rede de Alta Velocidade;

RAVE 
- Terceira Travessia do Rio Tejo;

Ministério das Obras Públicas 
- Novo Aeroporto de Lisboa;

NAER 

### Inquérito às parcerias público-privadas
O relatório da comissão de inquérito às parcerias público-privadas em Portugal, entregue em Junho de 2013 no Parlamento arrasa as decisões tomadas por membros do Governo de José Sócrates.
As conclusões do relatório começam por apontar a utilização massiva de PPP em Portugal como forma de financiamento do Estado desvirtuou o seu objectivo fundamental: reduzir custos para o Estado e melhor satisfazer as necessidades públicas.
Um dos principais problemas identificados pela comissão foi o facto de os estudos encomendados pelo Estado para suportar a celebração destes contratos assentarem “em cenários inflacionados e pouco realistas”. Mas a comissão vai mais longe e afirma que “o recurso excessivo às PPP teve por base a necessidade de os agentes políticos realizarem obra sem formalmente se endividarem”, por via de um “aproveitamento político pernicioso” que resultou do facto de este tipo de encargos não ter impacto na dívida pública, naquela altura.
As maiores críticas são direccionadas aos contratos feitos no sector rodoviário, com destaque para a Lusoponte, que a comissão classifica como “um dos piores exemplos”. Neste caso, o relatório indica que os acordos de reequilíbrio financeiro desta concessão já custaram aos contribuintes portugueses quase 847 milhões de euros.
É, porém, na parte destinada às antigas auto-estradas sem custos para o utilizador (SCUT) que surgem as mais duras acusações aos responsáveis políticos, especialmente no que diz respeito às renegociações ocorridas em 2010, durante o Governo de José Sócrates. A comissão considera inaceitável que o Governo à época tenha assumido e aceite crescimentos elevados de tráfego que não eram de todo previsíveis” e que, não se concretizando, obrigaram à compensação financeira dos concessionários.